# Castellan de Cracovie
Le castellan de Cracovie est, du Moyen Âge à la fin du XVIIIe siècle, un des plus hauts dignitaire du royaume de Pologne, dont Cracovie est la capitale, puis de la république des Deux Nations, État formé en 1569 par l'union du royaume de Pologne et du grand-duché de Lituanie.

## Ordre de préséance
Le castellan de Cracovie occupe la première place du Sénat, la chambre haute de la Diète, avant les voïvodes qui ont pourtant la préséance sur les autres castellans. 
Après l'union de Lublin (1569), une exception est aussi faite pour les  castellans de Wilno et de Troki, les deux villes les plus importantes en dignité du grand-duché, qui occupent respectivement la 6e et  la 10e places dans l'administration du nouvel Etat.

## Liste des castellans de Cracovie
- Jaksa Gryfita (jusque 1176)
- Goworek (pl) (depuis 1206)
- Klemens de Brzeźnica (pl) (1230-1241)
- Klemens de Ruszcza (pl) (depuis 1241)
- Adam (1255-1264)
- Warsz (pl) (depuis 1270)
- Pakosław de Mstyczowo (pl) (?-1319)
- Nawój z Morawicy (1320-1331)
- Spycimir Leliwita (pl) (1339-1354)
- Dobiesław Kurozwęcki (pl) (1380-1389)
- Spytko II de Melsztyn (pl) (1389-1399)
- Jan Tęczyński (1399-1405)
- Jan de Tarnów (pl) (1406-1409)
- Krystyn de Ostrów (pl) (1410-1430)
- Mikołaj de Michałowo (pl) (1430-1438)
- Jan Czyżowski (pl) (1438-1458)
- Jan de Tęczyn (pl) (1459-1470)
- Jan de Pilica (pl) (1472-1476)
- Dziersław de Rytwiany (pl) (1477-1478)
- Jakub Dembiński (pl) (1478-1490)
- Jan Amor Iunior Tarnowski (pl) (1491-1500)
- Spytek III Jarosławski (pl) (1501-1519)
- Mikołaj Firlej (1520-1526)
- Krzysztof Szydłowiecki (pl) (1527-1532)
- Andrzej Tęczyński (pl) (1532-1536)
- Jan Tarnowski (1536-1561)
- Andrzej Tęczyński (pl) (1561)
- Marcin Zborowski (pl) (1562-1565)
- Spytek Jordan (pl) (1565-1568)
- Sebastian Mielecki (1568-1574)
- Walenty Dembiński (pl) (1576-1585)
- Seweryn Boner (1590-1592)
- Janusz Ostrogski (pl) (1593-1620)
- Jerzy Zbaraski (pl) (1620-1631)
- Stanisław Koniecpolski (1633-1646)
- Jakub Sobieski (1646)
- Mikołaj Potocki (1646-1651)
- Stanisław Warszycki (pl) (1651-1681)
- Dymitr Jerzy Wiśniowiecki (1681-1682)
- Stanisław Koniecpolski (pl) (1682)
- Andrzej Potocki (1682-1691)
- Stanisław Jan Jabłonowski (1692-1702)
- Feliks Kazimierz Potocki (1702)
- Hieronim Augustyn Lubomirski (1702-1706)
- Marcin Kątski (pl) (1706-1710)
- Adam Mikołaj Sieniawski (1710-1726)
- Janusz Antoni Wiśniowiecki (1726-1741)
- Józef Wandalin Mniszech (pl) (1742-1747)
- Józef Potocki (1748-1751)
- Stanisław Poniatowski (1752-1762)
- Jan Klemens Branicki (1762-1771)
- Jerzy August Mniszech (pl) (1773-1778)
- Wacław Rzewuski (1778-1779)
- Antoni Lubomirski (1779-1782)
- Antoni Barnaba Jabłonowski (1782-1795)